# Damien Desormes
Damien Desormes est un acteur français du XVIIIe siècle.
Il joue dans la troupe de Charles-Simon Favart à Bruxelles en 1746 avec sa femme Marie-Claude Guéant, dite Dancourt. Desormes passe ensuite à Londres en 1749, dans la troupe rassemblée par Jean Monnet. Il joue notamment dans Les Amants réunis le 14 novembre 1749 et reste au Haymarket jusque fin décembre au moins. Il est ensuite engagé comme « Premier Comédien du Roi de Prusse » avant 1755, puis débute à la Comédie-Française le 4 septembre 1756, dans L'École des femmes de Molière.
Ami d'Élie Fréron et de La Mettrie, il est l'auteur du prologue La Campagne de Flandres, joué à Bruxelles en 1746, du Bramine inspiré, imprimé à Berlin en 1751, et de L'Amour réfugié, joué à Mannheim en 1758.
Probablement séparé de sa femme, il meurt dans cette ville en 1764, tandis qu'elle était décédée à La Haye le 1er mars 1760.